# さいたま市立大宮小学校
さいたま市立大宮小学校（さいたましりつ おおみやしょうがっこう）は、埼玉県さいたま市大宮区にある公立小学校。

## 沿革
出典 :
- 1873年（明治6年）8月1日 : 当校の前身となる大宮学校が創立する。
- 1893年（明治26年）
  - 9月27日 : 現在地に移転する。
  - 11月3日 : 高等科を新設し、大宮尋常小学校に改称する。
  - 11月27日 : 校舎が全面供用開始。この日を開校記念日とする。
- 1927年（昭和2年）
  - 2月1日 : 学区の一部を大宮町立西尋常小学校[3]として分離する。
  - 4月1日 : 学区の一部を大宮町立北尋常小学校[4]として分離する。
- 1937年（昭和12年）9月29日 : 校舎を新築する。
- 1939年（昭和14年）2月23日 : 2階建て校舎が竣工する。
- 1941年（昭和16年）4月1日 : 国民学校令制定により、大宮市立大宮国民学校に改称する。
- 1942年（昭和17年）9月16日 : プールが竣工する。
- 1955年（昭和30年）
  - 3月5日 : 校歌制定。
  - 3月8日 : 国旗制定。
- 1957年（昭和32年）10月15日 : 前々年から建設工事を行っていた鉄筋3階建ての校舎が完成する。
- 1970年（昭和45年）6月10日 : 現在の第四校舎が完成する。
- 1975年（昭和50年）12月15日 : 現在の第二校舎が完成する。
- 1977年（昭和52年）7月2日 : 体育館完成。
- 1998年（平成10年）12月18日 : 飼育小屋完成。
- 2001年（平成13年）4月1日 : 大宮市・浦和市・与野市の三市合併に伴い、現校名に改称する。
- 2008年（平成20年）: 普通教室の空調化が完了。

## 交通
- 大宮駅東口から徒歩5分